# 保苅瑞穂
保苅 瑞穂（ほかり みずほ、男性、1937年12月23日 - 2021年7月10日）は、日本のフランス文学者、東京大学・獨協大学名誉教授。

## 生涯
東京府東京市神田区元佐久間町（現在の東京都千代田区神田佐久間町）の、保苅保の子として生まれる。祖父は保苅忠助といった。九段高等学校から、1961年東大文学部仏文科卒、1963年同大学院修士課程修了、1964 - 1967年パリ大学、パリ高等師範学校留学、1968年東大博士課程単位取得満期退学、中央大学専任講師、1974年東大教養学部助教授、1990年教授、1998年定年退官、獨協大学教授、2008年名誉教授。
はじめプルーストを研究、モンテーニュなどにも考察を提示した。2017年、『モンテーニュの書斎 『エセー』を読む』で第69回読売文学賞随筆・紀行賞受賞。
2021年7月10日、パリにて死去。83歳没。墓所は台東区今戸の広楽寺。

## 著書
- 『プルースト－印象と隠喩』筑摩書房 1982年 / ちくま学芸文庫 1997年
- 『プルースト－夢の方法』筑摩書房 1997年
- 『モンテーニュ私記 よく生き、よく死ぬために』筑摩書房 2003年 / 講談社学術文庫 2015年
- 『ヴォルテールの世紀 精神の自由への軌跡』岩波書店 2009年
- 『プルースト 読書の喜び 私の好きな名場面』筑摩書房 2010年 / ちくま学芸文庫 2022年9月
- 『恋文 パリの名花レスピナス嬢悲話』筑摩書房 2014年
- 『モンテーニュの書斎 『エセー』を読む』講談社 2017年
- 『ポール・ヴァレリーの遺言 わたしたちはどんな時代を生きているのか？』集英社 2022年7月

### 共編著
- 『耳から学ぶフランス語』福井芳男、鈴木康司共著 駿河台出版社 1974年
- 『マルセル・プルースト初級読本』鈴木イヴェット共編著 朝日出版社 1985年
- 『フランス語 Ⅳ ’98 フランス語の名文を読む』放送大学教育振興会 1998年

### 翻訳
- 『ゴダール全集 4 ゴダール全エッセイ集』蓮實重彦共訳 竹内書店 1970年
  - 『ゴダール全集2「軽蔑」』同 1971年
- ツヴェタン・トドロフ『小説の記号学 文学と意味作用』菅野昭正共訳 大修館書店 1974年
- ジャン・ムートン『プルースト 作家と人間叢書』ヨルダン社 1976年
- プルースト『逃げ去る女』「世界文学全集 75」講談社 1978年
- 『プルースト全集11・12・13 ジャン・サントゥイユ』鈴木道彦共訳 筑摩書房 1985年
- 『プルースト評論選 1 文学篇・2 芸術篇』ちくま文庫 2002年

元版は「全集15」に収録、他に「書簡集」訳注に参加
- ロラン・バルト『批評と真実』みすず書房 2006年

## 論文
- 保苅 瑞穂 | CiNii Research